# 超×D Music+
『超×D Music+』（チョウディーミュージックプラス）は、2013年4月より2014年6月までTOKYO MXにて放送されていたバラエティ番組。2014年1月より超×D Music+Z（チョウディーミュージックプラスゼット）へ番組名が変更された。スターダストプロモーションの若手ユニット、超特急とDISH//とカスタマイZが出演する。

## 概要
非アイドルである超特急とDISH//による、ちょうどいい感じのバラエティ超×Dがパワーアップ。無限大の素質と可能性を秘めたユニット2組が、さらなる進化をするため様々なことにチャレンジする。新たにカスタマイZがメンバーに加わり、音楽性を盛り込んだ企画も展開する。次世代のミュージックシーンを担う、非アイドルの彼らが何でも挑戦してみる青少年健全育成プログラムである。2013年10月4日からKBS京都、10月5日からサンテレビ、10月6日から岐阜放送、10月18日から三重テレビの各局で放送開始。

## 番組内容

### 超特急コーナー
- 超特急の男前講座（越康広先生、柳家松太郎先生）
- 超特急の超速！ダンスマスター（タヒチアンダンス、タップダンス、エアロビック）
- トレイン・エクササイズ
- 超特急車両点検

### DISH//コーナー
- DISH//の4人でやり遂げよう（『オリジナルフォークダンスを踊れ！』、『ライブ登場VTRを撮影しよう！』）
- DISH//のプロの仕事に学べ（八百屋さん、パン屋さん、ボクシング）
- DISH//元老院
- ギネス突破祭！
- クッキングDISH//

### カスタマイZコーナー
- カスタマイズの武者修行の旅
- 一緒にごはん食べよ！
- カスタムスケッチ
- 己をカスタム！飛び込み修行だZ！

### 超特急・DISH//の合同企画
- ちょうどいい学芸会
- 調査したらこうなった
- 暗記男子
- マジだぜ！ガチだぜ！超×D 2番勝負！

#### ○○男子
- 告白男子
- あっ男子
- 上腕二頭筋男子
- お昼寝男子
- はなうた男子
- うそつき男子
- 吐息男子
- DOLL男子
- パンケーキ男子
- お好み焼き男子

## 番組イベント

### 「超×D」スペシャルライブ&トーク（神）イベント
2013年4月28日（日）、横浜BLITZにて初の番組イベントが開催された。ライブとコーナーで構成され、コーナーでは番組と連動した企画が行われた。超特急は、男前講座の復習としてENDoに学んだ「日常生活の音でアドリブダンス」と、中谷彰宏に学んだ「ピンチに逃げない男」をアドリブ芝居で実践。DISH//は番組内で作成した、オリジナル組体操とオリジナルフォークダンスを披露した。超特急とDISH//の合同企画では「ちょうどいい学芸会」として番組内で制作、練習をしてきたオリジナル演劇を行った。新宿ピカデリー（東京）、TOHOシネマズ川崎（神奈川）、109シネマズ名古屋（愛知）、なんばパークスシネマ（大阪）の4つの映画館でライブビューイングが行われた。

## 出演者
- 超特急
- DISH//
- カスタマイZ

## 番組スタッフ
- ナレーター：酒巻光宏
- 構成：小高弘嗣、松見寿夫、丹羽周
- ブレーン：松本憲一
- 制作デスク：内田裕子（MXエンターテインメント）、臼田奈津美、池田彩夏
- 制作事務：林知也、伊羅子政代
- 技術：Zeta
- 編集・MA：オムニバス・ジャパン
- ヘアメイク：片岡順子
- 宣伝：阿部恭久（SDR）
- 衣装協力：SMOOCH
- 協力：早川沙織、中條まゝ衣、海原千雅
- AD：石間敬悟、清水大輔、小島拓己
- ディレクター：竹田真、荒井順平、川島貴之
- 制作プロデューサー：熱田和哉
- 協力プロデューサー：宮井晶、福田信以知、宮下昌也
- プロデューサー：藤下リョウジ（スターダストプロモーション）、菅谷憲（スターダスト音楽出版）、原田政彦（ロコモーション）、有賀達也（タッチプランニング）
- エグゼクティブプロデューサー : 細野義朗（スターダストプロモーション）、笹山正勝（MXエンターテインメント）
- 制作協力：株式会社ロコモーション、株式会社タッチプランニング
- 製作著作：スターダストプロモーション、スターダスト音楽出版、MXエンターテインメント